# Карл Міхаель Цірер
Карл-Міхае́ль Ці́рер (нім. Karl Michael Ziehrer, або Carl Michael Ziehrer; 2 травня 1843, Відень — 14 листопада 1922, там само) — австрійський композитор і диригент. Автор 23 оперет, численних (понад 600) вальсів, польок і маршів.

## Життєпис
Цірер народився у Відні, в сім'ї успішного виробника капелюхів. Після навчання музиці у Віденській консерваторії зайнявся композицією і деякий час конкурував за увагу Віденської публіки з Йоганном Штраусом.
1863 року організовує власний оркестр. Диригував також військовим оркестром.
1866 року вийшла перша оперета: одноактна «Рай Магомета».
У 1870-тих роках почав видання музичного журналу Deutsche Musikzeitung. Гастролював Європою зі своїм оркестром. Популярність його зростала.
1881 року познайомився в Берліні з майбутньою дружиною Маріанною Едельман (Marianne Edelmann), артисткою оперети.

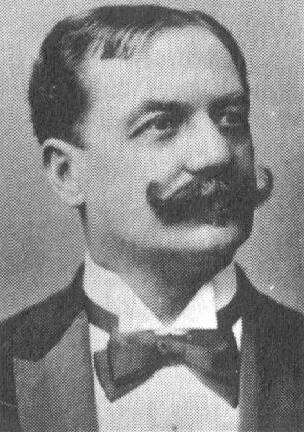
К. М. Цірер. 1896

Протягом 1885—1893 років продовжував гастролі Європою. Як уславлений диригент, отримав персональне запрошення на Всесвітню виставку в Чикаго (1893).
1899 року вийшла оперета Цірера «Волоцюги» (Die Landstreicher). Її добре прийняла публіка, але найбільший успіх мала інша оперета, «Гід» (Fremdenführer, 1902).
1909 року Цірер отримав почесний титул «музичного розпорядника придворних балів», яким за життя володіли Штрауси (батько і син). Він став останнім носієм цього звання.
Перша світова війна призвела до розорення Цірера. Усіма забутий, він помер у Відні 1922 року. Похований на Центральному кладовищі Відня серед могил відомих осіб.
У Відні Ціреру поставлено пам'ятник (на вулиці Гаупталле), а в національній бібліотеці є його меморіальна кімната (Відень 1, пл. Йозефсплатц, 1).

Цірера зображено на австрійських поштових марках 1947 і 1972 років. 1972 року, до 50-річчя від дня смерті Цірера, випущен також срібну монету (25 шилінгів) з його портретом.

## Творчість
Цірер склав понад 600 вальсів, польок і маршів, виконуваних і нині. Традиційний Віденський бал у Москві не обходиться без його полонезу.
Головні оперети Цірера (всього їх є більше 20)
- Король Жером (König Jérôme, 1878)
- Волоцюги (Die Landstreicher, 1899)
- Три бажання (Die drei Wünsche, 1901)
- Гід (Der Fremdenführer, 1902)
- Скарбник (Der Schätzmeister, 1904)
- Розумні духи (Fesche Geister, 1905)
- Зайдиголова (Ein tolles Mädel!, 1907)

Вальси
- Віденські дівчата (Wіener Mädl'n, op. 388)
- Віденський мешканець (Wiener Bürger, op. 419)
- Нове століття, нове життя (Seculo nuovo, vita nuova, op. 498)
- Я сміюся! (Ich lach!, 554)